# Albrecht I. Rindsmaul
Albrecht I. Rindsmaul, auch Albrecht Rindsmaul von Grünsberg (Vorname auch: Albert; * vor 1175; † nach 1234), war ein Ministeriale und Truchsess im Dienst einiger Könige und Kaiser im Heiligen Römischen Reich.

## Leben
Albrecht entstammte der altadeligen Familie Rindsmaul. Seine Mutter hieß mit Vornamen wahrscheinlich Friderunda.
Urkunden deuten auf eine vergleichsweise hohe, wenn auch nicht herausragende Stellung Albrecht Rindsmauls hin.
Am 1. März 1191 ist Albrecht Rindsmaul als eine von 14 Personen (drei Geistliche, drei Laienfürsten, drei Grafen und fünf Ministeriale) beurkundet, die den feierlichen Abschluss der Bündnisverhandlungen König Heinrichs VI. mit der Stadt Pisa (im Feldzug gegen das Königreich Sizilien) öffentlich für ihn beschworen hatten.
Am Ostermontag 1191 wohnte er der feierlichen Kaiserkrönung Heinrichs VI. durch Papst Coelestin III. bei. Durch diese Erfahrung, er kannte nun Italien, stieg Rindsmauls Wert für die Krone.
Wahrscheinlich ist Albrecht Rindsmaul mit „Bos Teutonicus“ gemeint, der als derjenige bezeugt ist, dem König Philipp von Schwaben die „Friedenswahrung im Pistojesischen“ übertrug.
Im August 1197 unterzeichnete Rindsmaul ein Diplom, mit dem Kaiser Heinrich VI. Heinrich von Kalden auszeichnete. Weil Heinrich VI. im September verstarb, ist anzunehmen, dass Rindsmaul an dessen Sterbebett anwesend war.
Zum 5. Juli 1200 begleitete Rindsmaul König Philipp nach Würzburg. Im Jahr 1209 reiste er mit Otto IV. nach Rom, auch um an dessen zu dessen Kaiserkrönung am 4. Oktober anwesend zu sein.
Es erfolgten viele Enttäuschungen Ottos VI., auch Papst Innozenz III. warf ihm Wortbruch vor. Auf einem Fürstentag in Nürnberg, worum Rindsmaul viele Besitztümer hatte, wurde entschieden, dass Kaiser Ottos Gegner Friedrich II. neuer König werden sollte. Im Sommer 1212 kam dieser deswegen von Sizilien ins Heilige Römische Reich. Weihnachten 1215 begleitete er diesen nach Eger, im Januar 1216 nach Hagenau im Elsass, Anfang 1217 nach Regensburg und Ende 1319 nach Nürnberg.
Nachdem Friedrichs Sohn Heinrich VII. im April 1220 zum König gekrönt worden war, begab sich Friedrich II. nach Rom um sich zum Kaiser krönen zu lassen. Rindsmaul blieb in den Diensten bzw. zumindest in der Umgebung des jungen Königs Heinrich und ist 1223 und 1226 in Eger bzw. in Heilsbronn beurkundet. Ob Rindsmaul als Ministeriale am letztlich durch Verhandlungen entschiedenen Kreuzzug Friedrichs II. teilgenommen hat, ist nicht überliefert, aber denkbar.
Ein Jahr später im Sommer 1230 war Rindsmaul bei Friedrich II., als dessen Bann aufgehoben wurde und auch als Friedrich II. den Papst Gregor IX. daraufhin besuchte.
Im April 1230 bezeugte Rindsmaul derweil ein in Foggia (Apulien) ausgestelltes Privileg für das Kloster Tegernsee und eine Urkunde an Benediktbeuern.
Im September 1232 befand er sich wieder in der Nähe des Königs Heinrichs VII. in Wimpfen und im Oktober in Nürnberg.
Dass Rindsmaul daraufhin Kämmerer Kaiser Friedrichs II. geworden sei, hält Werner Goez für eine fehlerhaft belegte Behauptung, also für nichtig.
Nach dem Buch Hersbrucker Urbare (1965) war Albrecht Rindsmaul im Jahr 1234 in Besitz der Burg Grünsberg. 1255 ging sie in Besitz Herzog Ludwigs über.